# Пилски окръг
Пилски окръг (на полски: Powiat pilski) е окръг в Северозападна Полша, Великополско войводство. Заема площ от 1268,21 км2. Административен център е град Пила.

## География
Окръгът обхваща земи от историческите области Великополша и Крайна (Померания). Разположен е в северната част на войводството.

## Население
Населението на окръга възлиза на 138 559 души (2012 г.). Гъстотата е 109 души/км2.

## Административно деление
Административно окръгът е разделен на 9 общини.
Градска община:
- Пила

Градско-селски общини:
- Община Висока
- Община Вижиск
- Община Лобженица
- Община Уйшче

Селски общини:
- Община Бялошливе
- Община Качори
- Община Мястечко Крайненско
- Община Шидлово

## Галерия
- Висока
- Вижиск
- Лобженица
- Пила
- Уйшче